# Leander Wiegand
Leander Wiegand (Henstedt-Ulzburg, 24 de agosto de 1999) es un jugador profesional de fútbol americano alemán que juega como tackleador ofensivo de los New York Jets de la National Football League (NFL). Anteriormente jugó en la European League of Football (ELF) para los Cologne Centurions, Rhein Fire y Munich Ravens. Se unió a la NFL a través del programa International Player Pathway (IPP) de la liga en 2025.

## Primeros años de vida
Nació el 24 de agosto de 1999 en Henstedt-Ulzburg, Alemania. Creció jugando al fútbol y al balonmano. Más tarde se interesó por el fútbol americano y se unió a los Aachen Vampires locales en 2018, a los 19 años, jugando para ellos hasta 2019. Un liniero ofensivo, fue notado en un campamento de fútbol dirigido por Björn Werner en 2019 y fue invitado al Gridiron Import Tour en 2020, aunque fue cancelado debido a la pandemia de COVID-19.
Posteriormente, fue entrenado por el exjugador de la National Football League (NFL) Chris Mohr y le ofrecieron una beca deportiva para jugar fútbol americano universitario en los EE. UU. para los UCF Knights, comprometiéndose a jugar para ellos en noviembre de 2020. Según Mohr, Wiegand fue el primer alemán en recibir una beca para un equipo de la División I de la NCAA «sin que la universidad lo hubiera visto jugar antes. Se trataba puramente de su capacidad atlética». Voló a los EE. UU. en 2021 para jugar con los Knights, pero después de unos meses, dejó la escuela y regresó a Alemania por razones personales.

## Carrera profesional
En 2022, firmó con los Cologne Centurions de la European League of Football (ELF). Después de la temporada 2022, fue invitado al Combine Internacional de la NFL y le dijo a Kicker Sportmagazin: «Me dijeron en ese momento que quizás había tenido el mejor entrenamiento de todos los jugadores». Sin embargo, a pesar de su desempeño allí, no fue seleccionado para el programa International Player Pathway (IPP) de la liga. Más tarde actuó en el pro day de la Canadian Football League en 2023, pero estuvo limitado después de contraer un virus. Regresó a la ELF para la temporada 2023, uniéndose al Rhein Fire. Fue nombrado miembro del primer equipo All-ELF y ayudó al Fire a ganar el campeonato de la liga. Luego jugó para los Munich Ravens en 2024 y fue entrenado por el miembro del Salón de la Fama del Fútbol Americano Profesional Joe Thomas. Fue nombrado segundo equipo All-ELF para la temporada 2024.
En diciembre de 2024, fue seleccionado para el International Player Pathway de la NFL, entrenando con otros participantes en la IMG Academy en Florida. En su día profesional, registró 38 repeticiones de press de banca, cinco más que cualquier persona que haya participado en el NFL Scouting Combine 2025. Después de no ser seleccionado en el draft de la NFL de 2025, Wiegand firmó con los New York Jets como agente libre no reclutado.